# Комсомольская улица (Хабаровск)
Комсомольская улица — улица в историческом центре Хабаровска. Проходит от Конечного переулка до улицы Серышева.

## История

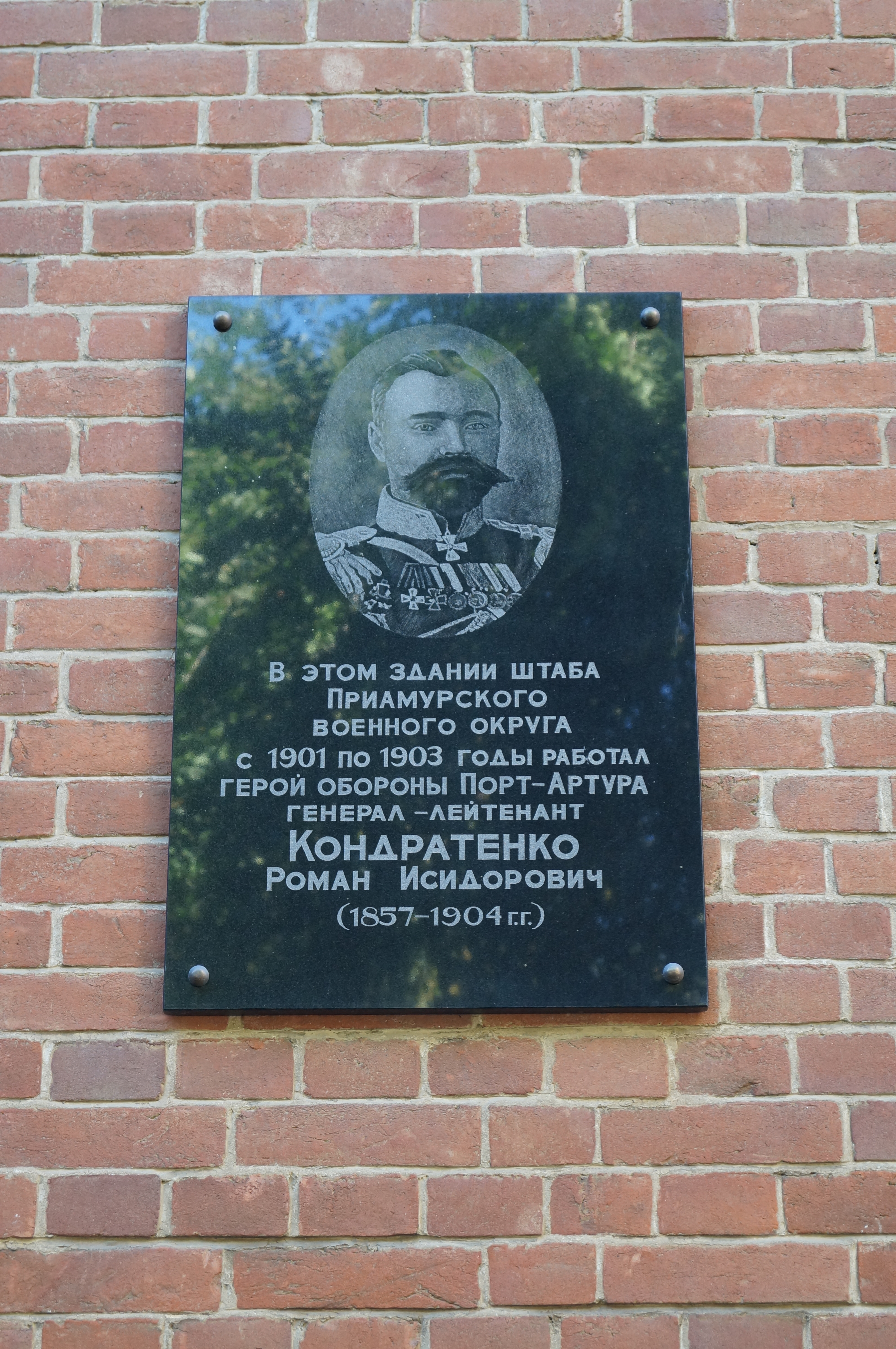
д. 105 — Штаб Приамурского военного округа

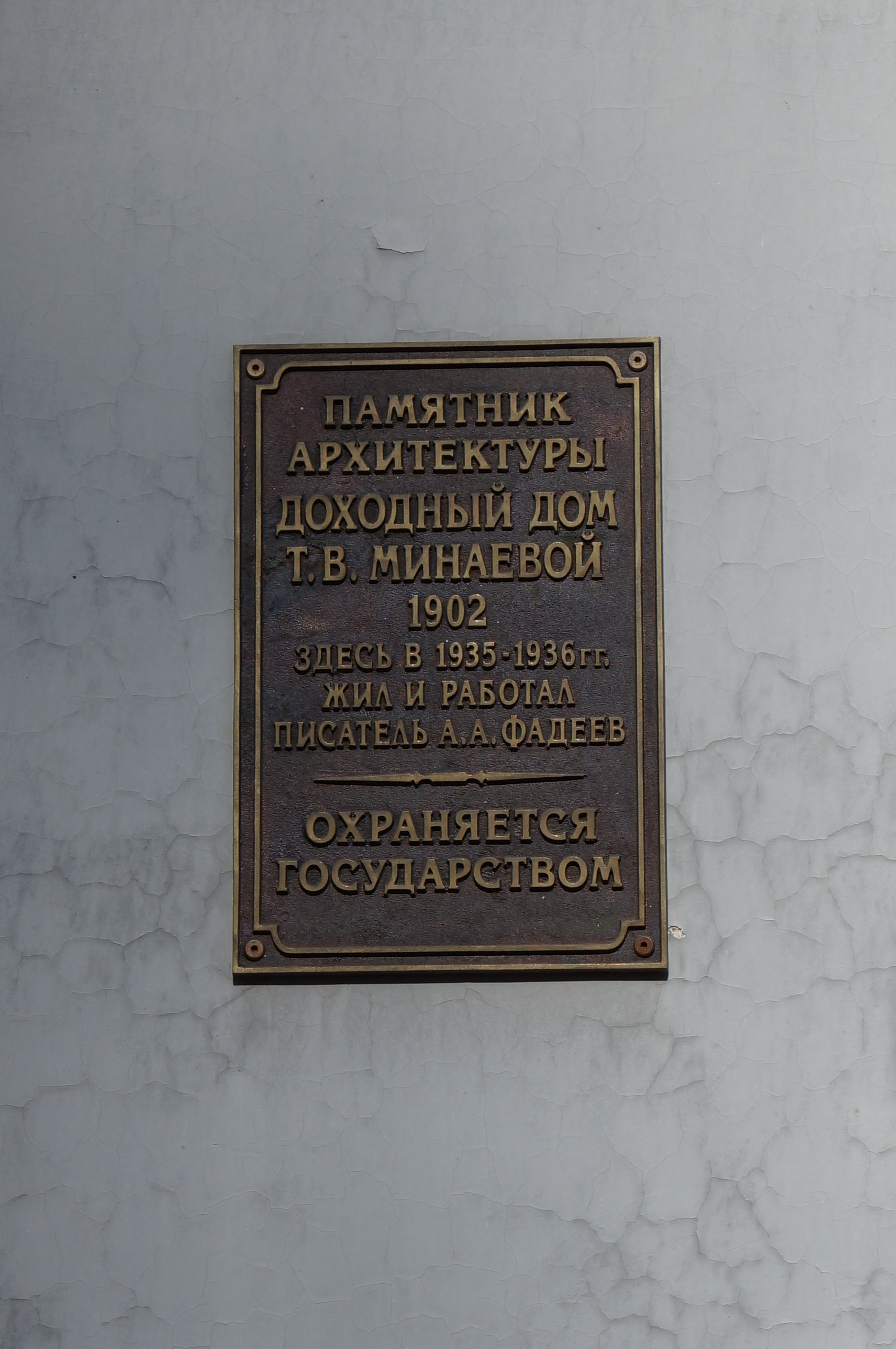
д. 80 — дом, где жил и работал русский советский писатель А. А. Фадеев

Первоначальное название Дьяченковская, в честь основателя города Якова Дьяченко.
В 1877 году из Николаевска-на-Амуре в Хабаровск были переведены артиллерийские части, их разместили в деревянных казармах, простоявших до 1909 года. После пожара казармы перестроили в кирпиче (надпись «Команда Хабаровского артиллерийского склада» сохранилась). Улицу переименовали в честь командира артиллеристов — Лисуновская.
На 10-летний юбилей ВЛКСМ (1928) улица получила новое имя 10-летия ВЛКСМ, а потом стала просто Комсомольской.
Памятники архитектуры на улице разрушаются без должного ухода

## Достопримечательности
д. 8 — Казарма артиллерийского склада
д. 64 — Дом доходный Шереметьевых
д. 69 — Дом жилой Збайковых
д. 70 — Дом доходный К. Ф. Викулиной
д. 72 — Дом доходный Н. А. Колышкина
д. 72а — Дом жилой Н. А. Колышкина
д. 82 — Дом доходный М. И. Беляева
д. 84 — Дом доходный Г. Г. Лухта
д. 85 — Дом жилой товарищества «Кооператор»
д. 87 — Дом доходный Ф. И. Хмелевцева
д. 102 — Дом доходный Т. А. Сапожниковой
д. 105 — Штаб Приамурского военного округа, мемориальная доска генералу Р. И. Кондратенко

## Известные жители
д. 80 — русский советский писатель Александр Фадеев (мемориальная доска)

## Галерея

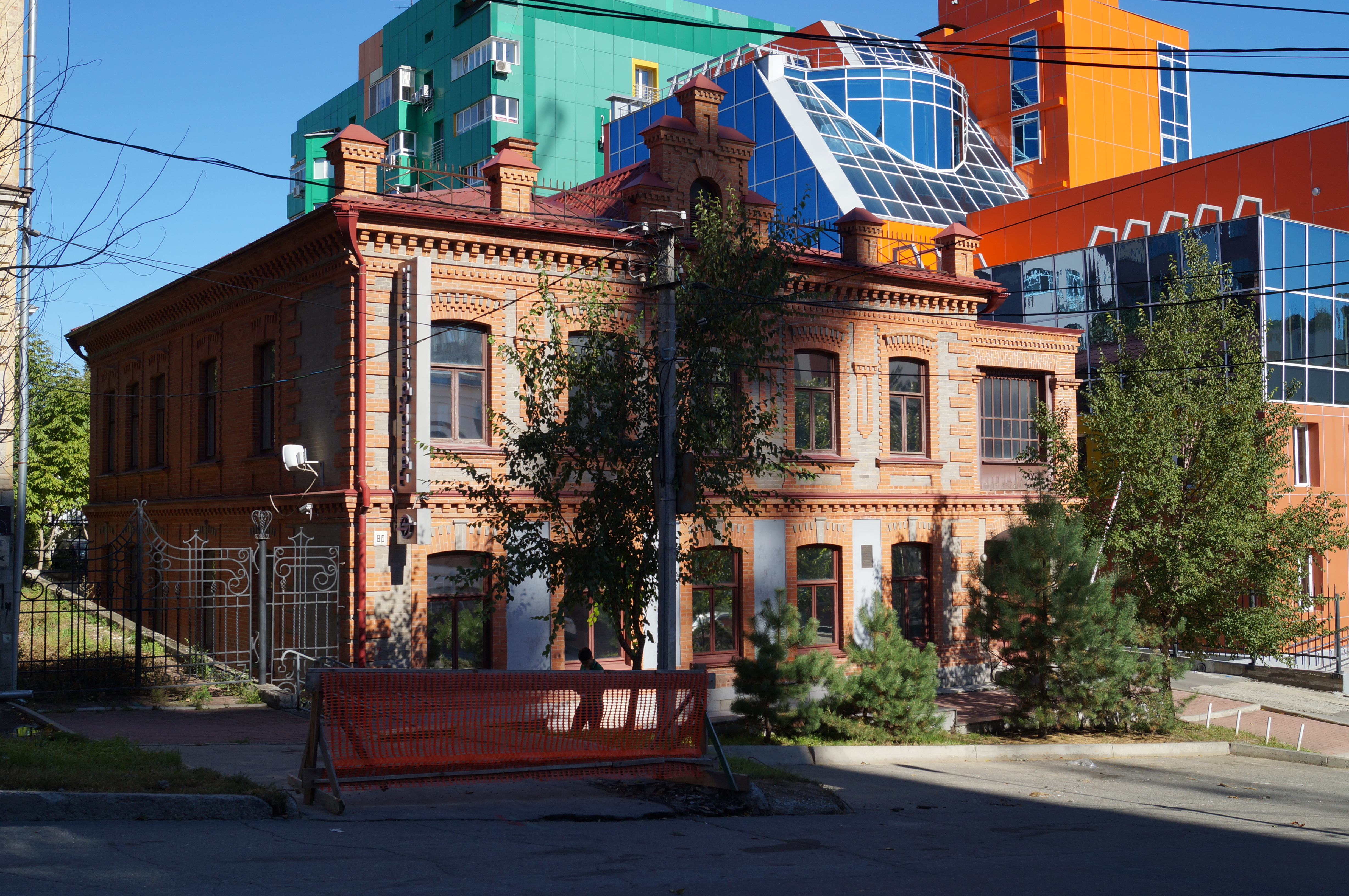
Дом, где жил и работал русский советский писатель Фадеев А. А.